# Dracula gorgona
Dracula gorgona é uma espécie de orquídea epífita de crescimento cespitoso cujo gênero é proximamente relacionado às Masdevallia, parte da subtribo Pleurothallidinae. Esta espécie é originária do noroeste da Colômbia, onde habita florestas úmidas e nebulosas das montanhas.
Pode ser diferenciada das espécies mais próximas por suas pálidas sépalas arredondadas, internamente pubescentes, intensamente pintadas de purpura escuro, mas menos pigmentadas na metade mais próxima da base.